# Pinacoteca civica (Varallo)
La Pinacoteca di Varallo, sita nel Palazzo dei Musei (in via Pio Franzani 2) è una delle prime collezioni artistiche del Piemonte. Essa contiene importanti testimonianze della vocazione artistica che, muovendo dal Sacro Monte, ha percorso nei secoli la Valsesia.

## Storia
L'iniziativa della costituzione di una pinacoteca in Varallo fu presa nel 1886 ad opera di due meritorie associazioni: la "Società d'Incoraggiamento allo Studio del Disegno" e la "Società di Conservazione delle Opere d'Arte e dei Monumenti in Valsesia", che si sono fuse nel 1998 nella "Società di incoraggiamento alla studio del disegno e di conservazione delle opere d'arte in Valsesia-ONLUS".
La finalità del progetto era (e continua ad essere) quella di raccogliere, studiare e promuovere la conoscenza e la conservazione delle importanti testimonianze artistiche che la Valsesia ha saputo esprimere nell'arco di tempo che va dal XV al XIX secolo.
Primo curatore della Pinacoteca fu il pittore Giulio Arienta, che provvide alla stesura del primo catalogo (1902).
Le collezioni si arricchirono nel corso del tempo grazie ad acquisti mirati e donazioni, fra le quali ricordiamo quella di Bartolomeo Avondo, del 22 settembre 1915, che per essere acquisita portò la Società ad essere eretta in Ente morale con Regio decreto.
Comprende una vasta raccolta di disegni di autori quali Gaudenzio Ferrari, Tanzio da Varallo, Pier Francesco Mazzucchelli detto il Morazzone e Giovanni Battista Crespi detto Cerano.
Le donazioni da parte di privati cittadini hanno da sempre caratterizzato l'ampliamento del patrimonio culturale della Pinacoteca di Varallo. Le ultime in ordine di tempo sono state la Collezione Franchi che comprende pregevoli esempi di maiolica proveniente dalle più significative scuole italiane e la collezione di dipinti che vanno dal XV sec. al XX sec. della famiglia Remogna ospitate temporaneamente nella Chiesa di San Carlo.
Sul finire degli anni cinquanta, la Società di Conservazione acquisì gran parte del Palazzo dei Musei e la Pinacoteca fu sistemata nelle sale del primo e del secondo piano.
La Pinacoteca civica di Varallo vanta oggi circa 3.300 opere di pittura, scultura, disegni, stampe ed arredi che offrono un'importante panoramica sull'arte valsesiana.

## Le collezioni
Di particolare rilievo, nella collezione, sono le statue lignee realizzate tra la fine del XV e l'inizio del XVI secolo. Deve innanzi tutto essere menzionato il gruppo di otto statue a grandezza naturale che formano un Compianto sul Cristo morto scolpite dalla bottega milanese dei fratelli De Donati: esso proviene dal Sacro Monte, verosimilmente dall'antica cappella della Deposizione (cosa che giustifica il nome di Pietra dell'Unzione con il quale il gruppo è conosciuto).
Sempre tra le testimonianze della scultura lignea valsesiana del Quattrocento troviamo inoltre una bella testa lignea (probabile frammento di una delle primitive statue del Sacro Monte) e un imponente Crocifisso, scoperto da Giovanni Testori nel cimitero di Campertogno e da lui attribuito al giovane Gaudenzio Ferrari (attribuzione oggi generalmente negata). Una scultura lignea più tarda (anni sessanta del XVI secolo), proveniente dal Sacro Monte, è il Cristo flagellato, forse riferibile a Giovanni Battista da Corbetta.
Tra le principali opere del XV secolo va ricordato il polittico Scarognino, oggi attribuito al cosiddetto Maestro di Crea, che testimonia la precoce attenzione dell'aristocrazia di Varallo verso la bottega casalese di Martino Spanzotti.
Sempre del Quattrocento sono gli interessanti affreschi staccati, provenienti edifici di culto locali che hanno trovato ricovero nella pinacoteca. Tra di essi una Assunzione della Vergine ed un Gruppo di Angeli musicanti provenienti da una cappella del Sacro Monte, attribuiti dubitativamente alla bottega di Stefano Scotto, artista ritenuto maestro di Gaudenzio Ferrari, e nei quali alcuni studiosi ritengono di individuare particolari che testimonierebbero l'esordio varallese di Gaudenzio Ferrari.
Altri affreschi staccati, della seconda metà del XV secolo, provenienti dalla Chiesa di San Marco in Varallo, sono attribuiti a Giovanni de Campo e bottega (Martirio di San Pietro da Verona), ed a Daniele De Bosis e bottega (Storie della Vita di San Marco).
Attraverso alcune opere esposte si può apprezzare l'apporto dato alla cultura valsesiana del linguaggio artistico proveniente dal Nord Europa ed importato in Valsesia nelle aree di cultura Walser: i Busti di sante, originariamente collocati nella parrocchiale di Alagna ed un altarolo di fine XV / inizio XVI secolo sono riferibili al linguaggio gotico di Niklaus Weckmann il Vecchio.
Un ampio salone è dedicato ai due sommi pittori valsesiani: Gaudenzio Ferrari e Antonio d'Enrico detto Tanzio da Varallo.
Opere dell'artista di Valduggia sono: una commovente tavola con la Crocifissione, proveniente dalla chiesa di Santa Maria delle Grazie (ca. 1498); una tavola con le Stimmate di San Francesco, proveniente dalla cappella di San Francesco al Sacro Monte; quattro tavole con i Quattro Dottori della Chiesa, parti della predella del polittico di Gattinara. Altre tavole con San Pietro, la Beata Panacea e San Giovanni Battista sono opera di un maestro prossimo a Gaudenzio.
La collezione di dipinti di Tanzio da Varallo presenti nella pinacoteca, non ha riscontro in altre istituzioni museali. Si ammirano i due celebri Davide e Golia, capolavori dell'artista di Alagna; ma anche le tele raffiguranti San Rocco (un esempio degli alti livelli artistici ai quali può giungere un "ex voto") proveniente dalla parrocchiale di Camasco, Sant'Antonio da Padova, La Madonna col Bambino ed i santi Carlo e Francesco.
Del fratello di Tanzio, Giovanni d'Enrico, protagonista di primo piano nella realizzazione delle statue del Sacro Monte, troviamo due gruppi di terrecotte raffiguranti rispettivamente la Flagellazione ed il Compianto sul Cristo morto.
Notevole è la collezione di opere di altri artisti che, in tempi diversi, hanno lavorato a quel centro di attrazione artistica che fu il cantiere del Sacro Monte: troviamo dipinti di Bernardino Lanino (Pentecoste), di Melchiorre d'Enrico (Angeli in adorazione), di Giulio Cesare Luini, di Pier Francesco Gianoli, di Antonio Orgiazzi e di altri.
Il Seicento lombardo è rappresentato anche da altri importanti artisti quali Daniele Crespi (Ecce Homo), e Francesco Cairo. Nel 1960 Marco Rosci scheda uno Sposalizio della Vergine, datato 1642, opera di Luigi Reali (Firenze 1602-post 1660).
A testimonianza della vocazione artistica che ha ininterrottamente percorso la Valsesia, troviamo dipinti di Giuseppe Antonio Pianca (la maggior figura del '700 valsesiano), dipinti di Giovanni Avondo e di Pier Celestino Gilardi, sculture ottocentesche di Giacomo Ginotti ed altro ancora.
Una parte importante della Pinacoteca è costituita dalla collezione di disegni e bozzetti (provenienti per lo più dalla famiglia dei pittori Avondo) che va dal XVI al XX secolo ed è rappresentata da artisti di primo piano quali Gaudenzio Ferrari,  Tanzio da Varallo, il Cerano, il Morazzone, ed altri.